# Arctosa indica
Arctosa indica är en spindelart som beskrevs av Benoy Krishna Tikader och C.L. Malhotra 1980. Arctosa indica ingår i släktet Arctosa och familjen vargspindlar. Inga underarter finns listade i Catalogue of Life.